# Micrixalus thampii
Micrixalus thampii es una especie  de anfibios de la familia Micrixalidae.

## Distribución geográfica
Se encuentra en la India.